# Усть-пинежская свита
Усть-пи́нежская сви́та — геологическая свита вендских (эдиакарских) терригенных отложений редкинского горизонта севера Восточно-Европейской платформы.
По схеме А.Ф. Станковского подразделяется (снизу вверх) на та́мицкие, ля́мицкие, архангельские, верховские, сю́зьминские, ва́йзицкие и зимнегорские слои. Несогласно залегает на терригенных отложениях рифея или архейских породах кристаллического фундамента. С размывом перекрывается отложениями мезенской свиты венда, разновозрастными образованиями палеозоя или четвертичными отложениями. Была выделена по разрезу скважины Усть-Пи́нега, пробурённой в одноимённом посёлке в устье р. Пи́неги, Архангельской области. Естественные обнажения свиты известны на Зимнем берегу Белого моря и Онежском полуострове.
Лямицкие, верховские и вайзицкие слои свиты содержат вулканические пеплы. Для верховских и вайзицких пеплов получены датировки абсолютного возраста 558 ± 1 и 555 ± 0,3 млн лет соответственно.
К отложениям свиты приурочены находки окаменелостей организмов эдиакарской биоты.